# Melanchra declarata
Melanchra declarata är en fjärilsart som beskrevs av Walker 1856. Melanchra declarata ingår i släktet Melanchra och familjen nattflyn. Inga underarter finns listade i Catalogue of Life.